# Vůz ASmz RJ
Vozy ASmz 61 81 89-90 jsou řadou osobních vozů vyrobených pro Rakouské spolkové dráhy (ÖBB) v roce 1982 původně jako klimatizované oddílové vozy 1. třídy pro mezinárodní dopravu. V letech 2005-2006 byly dva vozy rekonstruovány na konferenční vůz. Společnost RegioJet oba rekonstruované vozy odkoupila v roce 2011.

## Vznik řady
V roce 1982 byla Rakouským spolkovým drahám (ÖBB) dodána série 15 vozů 1. třídy, která byla označena řadou Amz 61 81 19-70 100 … 114. V letech 2005–2006 byly dva vozy této řady rekonstruovány, při čemž jim bylo změněno vnitřní uspořádání. Čtyři oddíly byly upraveny jako business třída (čtyřmístné oddíly), prostor zbylých pěti oddílů byl přestavěn jako velkoprostorový konferenční oddíl s volně umístěnými křesílky u odnímatelných stolků. U ÖBB byly vozy nazvány jako Konferenzwagen.

## Technické informace
Jedná se o oddílové vozy se skříní odpovídající typu UIC-Z o délce 26 400 mm. Jsou vybaveny podvozky SGP VS-RIC 75 pro maximální rychlost 200 km/h.

Nadstandardní vybavení konferenčního oddílu: barová kuchyňka, televizní obrazovka, flipchart, počítač s tiskárnou.

V běžném provozu je velkoprostorový konferenční oddíl uspořádán se samostatnými stolky připevněnými k bočnici. V případě objednání celého vozu lze sestavit velký jednací stůl uprostřed vozu.

## Provoz u RegioJetu
RegioJet zakoupil oba vozy v roce 2011. Vozům zůstalo původní rakouské označení, pouze vlastnická zkratka se změnila na A-RJ. Před vyjetím byly opatřeny firemním žluto-černým nátěrem a byly nazvány internet café. Poprvé byly nasazeny do provozu dne 25.7.2012

.
Mimo to jsou nabízeny i k pronájmu.

Z počátku nebyla ve vlacích Regiojet rozlišována vozová třída. Od 2.9.2013 byly zavedeny tři třídy (standard, relax a business)
,
přičemž čtyři oddíly byly zařazeny do třídy business, místa v konferenční části byla zařazena do třídy standard.